# Compus de două mari icosaedre
În geometrie compusul de două mari icosaedre este un compus poliedric uniform format din 2 mari icosaedre în același aranjament ca și cel al compusului de două icosaedre. Are simetrie octaedrică Oh.
Are indicele de compus uniform UC52.
Triunghiurile din acest compus se grupează în două orbite sub acțiunea⁠(d) grupului de simetrie: 16 dintre triunghiuri se află în perechi coplanare în plane octaedrice, iar celelalte 24 se află în plane unice.

## Mărimi asociate

### Coordonate carteziene
Coordonatele carteziene ale vârfurilor acestui compus sunt toate permutările ale
{\displaystyle (\,\pm 1,\,0,\,\pm \varphi \,)}
unde {\displaystyle \varphi ={\frac {1+{\sqrt {5}}}{2}}} este secțiunea de aur.

### Volum
Următoarea formulă pentru volum V este stabilită pentru lungimea laturilor tuturor poligoanelor (care sunt regulate) a:
{\displaystyle V={\frac {5}{6}}\left(3-{\sqrt {5}}\right)\,a^{3}\approx 0,636610~a^{3}.}

## Poliedre înrudite
Are în comun același aranjament al vârfurilor cu compusul de două icosaedre, compusul de două mari dodecaedre și compusul de două mici dodecaedre stelate.